# 유세윤
유세윤(兪世潤, 1980년 9월 12일 ~ )은 대한민국의 희극인, 방송인, 가수이다.

## 생애
서울특별시 출생이다. 중학생 때 고양시에서 살았는데 백신중학교 2학년 2반 시절 고양시 화정지구 마을 이름 공모에서 빛이 들어가는 한국 고유어 마을 이름을 지어 선정되었다.
동아방송예술대학교 콘텐츠학부 방송극작과를 졸업하였으며 2003년 코미디 연기자 선발대회에서 탈락하고 2004년 KBS 19기 공채 개그맨으로 데뷔하였다. 2005년 KBS 연예대상 코미디 남자 부문 신인상을 수상하였다. 2009년 5월 17일에는 황경희와 결혼하였다.
2010년 폭설시 KBS 기자 박대기가 눈을 많이 맞고 보도를 하여 화제가 되었는데 유세윤이 이에 영감을 얻어 박대기송을 만들었고, 대한민국의 뮤지션 뮤지와 함께 그룹 UV를 결성, "쿨하지 못해 미안해"로 가요계에 데뷔하였다. 2011년에는 가수 박진영이 피쳐링한 "이태원 프리덤"으로 가수로서도 성공을 거두게 된다.
2010년 가을부터 2011년 봄까지 MBC FM4U에서 장동민, 유상무와 함께 《꿈꾸는 라디오》를 진행하기도 했었다. 2013년 3월까지 MBC FM4U의 라디오 프로그램 《친한친구》를 진행했다.

## 학력
- 서울상수초등학교 (1993년 졸업)
- 백신중학교 (1996년 졸업)
- 백신고등학교 (1999년 졸업)
- 동아방송예술대학교 콘텐츠학부 방송극작과 (학사 졸업)

## 방송 활동

### 진행중인/진행했던 방송
- JTBC 《비정상회담》 (2014년 7월 7일 ~ 2017년 12월 4일)
- Mnet 《더 콜》 (2018년 5월 11일 ~ 2018년 6월 29일)
- tvN 《아모르파티》 (2019년 1월 20일 ~ 2019년 3월 3일)
- JTBC 《랜선라이프》 (2019년 3월 12일 ~ 2019년 5월 14일)
- KBS2 《달리는 노래방》 (2019년 9월 12일 ~ 2019년 9월 13일)
- tvN 《좋은가요》 (2020년 1월 4일 ~ )
- JTBC 《장르만 코미디》 (2020년 7월 4일 ~ 2020년 11월 28일)
- MBC 《황금어장 라디오스타》 (2011년 12월 7일 ~ 2013년 6월 5일, 2021년 3월 31일 ~ )
- TV조선 《부캐전성시대》 (2021년 12월 19일 ~ 2022년 2월 20일) - 부캐 '냉장고'
- TV조선 《아바드림》 (2022년)

### 게스트
- KBS1 《가족오락관》
- KBS1 《체험 삶의 현장》
- KBS2 《TV는 사랑을 싣고》
- KBS2 《스펀지》
- KBS2 《해피투게더 3》
- tvN 《뭐든지 프렌즈》 (2019년) - 7회
- MBC 《전지적 참견 시점》 (2021년)
- KBS2 《옥탑방의 문제아들》 (2023년)

### 종영 또는 하차 방송 / 유행어
예능
- KBS 《개그콘서트》
  - 〈네비게이션〉(운전사 역), 〈봉숭아학당〉(복학생 역), 〈장난하냐〉(차남 역), 〈BOA〉, 〈착한 사람만 보여요〉, 〈미래검객〉, 〈착한 녀석들〉, 〈사랑의 카운슬러〉, 〈근데 이미〉, 〈닥터피쉬〉, 〈할매가 뿔났다〉(손자 역), 〈요상한 가족〉
- KBS 《뮤직뱅크》
- KBS JOY 《천만원을 지켜라》
- KBS 《빅마마》
- KBS 《상상플러스》
- KBS 《웃음충전소》
  - 〈막무가내 중창단〉, <유세윤의 택시>
- KBS 《코미디쇼 희희낙락》
- KBS 《쇼! 행운열차》
  - 〈제17대 어전회의〉(복식사관 역), 〈황혼민박〉
- KBS 《폭소클럽》
- KBS 《방방곡곡》
- KBS 《조선부부열전》
- KBS 《최강! 울엄마》
- MBC EVERY 《라디오 열전, 맙소사!》
- MBC FM 《두시의 데이트-목요실화극장》
- MBC 《일요일 일요일 밤에》
- MBC 《행복주식회사》
- 코미디 TV 《기막힌 외출》
- 코미디 TV 《기막힌 외출 chapter 2》
- 코미디 TV 《기막힌 외출 3》
- 코미디 TV 《기막힌 외출 4》
- 코미디 TV 《기막힌 외출 리턴즈》
- 코미디 TV 《기막힌 외출 네버다이:시즌6》
- MBC 《황금어장》
  - 〈무릎팍도사〉
- MBC 에브리원 《옹달샘 푸로덕숀》
- Mnet 《연예강호입성기 도전장》
- Mnet 《UV Syndrome 2010》
- Mnet 《UV Syndrome Returns 2011》
- Mnet 《유세윤의 Art Video》
- SBS  《좋아서》
- SBS 《강심장》2009년 10월 6일 방영분 초대 손님
- KBS1 《상상오락관》
- SBS 《퀴즈! 육감대결》
- SBS 《일요일이 좋다》
  - 〈맨발의 친구들〉
- 코미디TV 《기막힌 외출》
- 퀴니《아자!아자! 겟앰프드》
- tvN 《코미디빅리그》
- tvN 《코미디빅리그 2》
- tvN 《코미디빅리그 3》
  - 《까톡친구들》 네오 역
- Mnet 《비틀즈 코드》
- TV조선 《노코멘트》
- tvN 《SNL 코리아 시즌 4》
- Mnet 《트로트 엑스》
- JTBC 《한국인의 뜨거운 네모》
- Mnet 《음담패설》
- tvN 《SNL 코리아 시즌 5》
- Mnet 《너의 목소리가 보여》
- JTBC 《마녀사냥》
- 팟캐스트 《옹달샘과 꿈꾸는 라디오》 (2013년 3월 25일 ~ 2015년)
- tvN 《SNL 코리아 시즌 6》
- tvN 《방송국의 시간을 팝니다》
- MBC 《톡하는대로》
- JTBC 《내 친구의 집은 어디인가》
- KBS2 《나를 돌아봐》
- JTBC 《현생인류보고서 - 타인의 취향》
- KBS2 《어느날 갑자기 외.개.인》
- tvN 《드림 플레이어》
- Mnet 《너의 목소리가 보여 시즌2》
- tvN 《SNL 코리아 시즌 7》
- Mnet 《너의 목소리가 보여 시즌3》
- MBC 《해피 피라미드 333》
- MBC 《오빠생각》
- MBC 《듀엣가요제》
- tvN 《SNL 코리아 시즌 9》

### 드라마
- 2005년 KBS2 《641 가족》 - 오준하 역
- 2010년 MBC 《볼수록 애교만점》 - 주유소 아르바이트 선배 역 (특별출연)
- 2012년 MBC every1 《무작정 패밀리 시즌1》 - 유세윤 역
- 2012년 E채널 《단단한 가족》 - 세윤 역
- 2014년 tvN 《잉여공주》 - 작업남 역
- 2015년 tvN 《미생물》 - 오구탁 역
- 2017년 네이버 TV 웹드라마 《썸남》 - 노래방 주인 역 (우정출연)
- 2018년 tvN 《빅 포레스트》

### 영화
- 2008년 《호튼》 - '누군가 마을' 시장님 한국어 더빙
- 2009년 《아스트로 보이: 아톰의 귀환》 - 스톤 총리 한국어 더빙
- 2014년 《수상한 그녀》 - 전설의 밴드 보컬 역 (특별출연)
- 2017년 《숨길 수 없어요》 - 고물상노인 역 (특별출연)
- 2021년 《이상존재》

### 라디오
- MBC FM4U 《옹달샘과 꿈꾸는 라디오》(2010년 10월 18일 ~ 2011년 5월 8일)
- MBC FM4U 《유세윤과 뮤지의 친한친구》

## 방송 외 활동

### 홍보대사 활동
- 2005년 롯데웰푸드 블루베리바 (광고)
- 2006년 서울캐릭터페어 홍보대사
- 2008년 구몬학습 (광고 모델 활동)
- 2010년 농림수산식품부 우유소비촉진 홍보대사
- 2011년 서울특별시 용산구 홍보대사
- 2012년 아로나민골드, 씨플러스 (김창완, 김선아와 출연)
- 임창정 문을 여시오 뮤비 출연

### 음반 활동
- 2012년 《유세윤의 아트비디오》
- 2013년 《까똑》
- 2015년 `월세 유세윤 첫 번째 이야기` (With 길구봉구)
- 2015년 `월세 유세윤 두 번째 이야기` (With 어반자카파)
- 2015년 `월세 유세윤 세 번째 이야기` (With 해용, 다혜)
- 2015년 `월세 유세윤 네 번째 이야기` (With 니화, 박재범)
- 2015년 `내 친구의 집은 어디인가 OST` (With Eastbeam)
- 2015년 `월세 유세윤 다섯 번째 이야기` (With 양꼬치엔찡따오)
- 2016년 `월세 유세윤 여섯 번째 이야기` (With 남주희)
- 2016년 《제대로 미쳤다》
- 2016년 `월세 유세윤 일곱 번째 이야기` (With 니화)
- 2016년 `월세 유세윤 여덟 번째 이야기`
- 2016년 `월세 유세윤 아홉 번째 이야기` (feat. B.O.K.)
- 2017년 `골든탬버린 메인테마곡 <흥망성쇠>` (유세윤, 심형탁, 조권, 최유정)

## 수상
- 2005년 KBS 연예대상 코미디부문 남자 신인상
- 2007년 제34회 한국방송대상 올해의 방송인 코미디부문
- 2007년 한국모바일방송 연예대상 개그상
- 2007년 제15회 한국인기연예대상 코미디 배우상
- 2007년 Mnet 20s choice 남자코미디언상
- 2008년 MBC 연예대상 쇼,버라이어티부문 신인상
- 2010년 엠넷 영향력 있는 20인
- 2010년 제16회 대한민국 연예예술상 남자 희극인상
- 2010년 MBC 연예대상 버라이어티부문 엽기상
- 2011년 제5회 Mnet 20's Choice 핫 버라이어티스타상
- 2012년 MBC 연예대상 우정상
- 2012년 MBC 연예대상 쇼,버라이어티부문 우수상
- 2016년 tvN tvN 10 어워즈 콘텐츠 본상 (예능) 《SNL 코리아》
- 2016년 MBC 방송연예대상 MC상 (듀엣가요제)
- 2021년 MBC 방송연예대상 버라이어티부문 남자 우수상
- 2024년 MBC 방송연예대상 프로듀서 MC상

## 유행어
- 개그콘서트 ‘봉숭아학당’ 코너에서 복학생 역으로

| “ | 선생님 똥 칼라파워!!, 선생님!!(등장 뒤) 야야야야야야~내 밑으로 다 조용히 햇!!! | ” |

| “ | 선생님 안녕하세요 복학생입니다, 센쓰!! | ” |

| “ | 행동 하나 하나가 마음에 안들어 (착한사람만 보여요) | ” |

| “ | 장난하냐? 장난해? | ” |

- 황금어장 무릎팍도사 - 건방진 도사

| “ | 욕심쟁이 우후훗!!! | ” |

- ’닥터피쉬’ 리더 역

| “ | ~네 이사람아 | ” |

- '사랑의 카운슬러'

| “ | 안녕하세요? 사랑의 카운슬러 유세윤이에요. 오늘은 과연 어떤 사랑의 이야기를 들려주실거죠 강유미씨?~!! | ” |

- ‘할매가 뿔났다’ 손자 역

| “ | 할머니 뭐하시는거에요 ~하는 사람한테 | ” |

## 트리비아

### 가족 사항
부인 황경희는 유세윤보다 4살 연상이며 원래 유치원 교사였다. 또한 유세윤은 2011년 4월 10일 《옹달샘과 꿈꾸는 라디오》를 통하여 그녀가 유치원에서 조혜련의 아들 우주를 돌보기도 했다고 말했다.

### 아파트 단지 이름 작명
경기도 고양시 덕양구 화정지구에 있는 아파트 단지명을 은빛, 옥빛, 햇빛, 달빛, 별빛 마을로 지었다(실제로 그 비석이 존재한다).

## 사건 사고
2013년 5월 29일, 약 30km를 음주운전한 뒤 경찰에 자수하였다. 이로 인해 출연하고 있던 모든 방송에서 하차하였다.